# Liste der Straßennamen von Frankfurt am Main/K

## Ka
Kahnplatz, Nied
1992 nach dem Nieder Arzt Dr. Karl Kahn (1879–1942) benannt. In der Nazidiktatur durfte er ab 1936 nur noch Juden behandeln, 1938 erfolgte ein Berufsverbot. Eine Flucht ins Ausland scheiterte. Die drohende Deportation trieb Dr. Kahn und seine Frau Jenny am 11. Juni 1942 in den Freitod. Auf dem Kahnplatz befindet sich die 1947 eingeweihte Mahn- und Gedenkstätte für die Nieder Opfer des Faschismus.
Kaiserhofstraße, Innenstadt
nach dem Wappen am alten Hellerhof, der 1863 abgerissen wurde.
Kaiserplatz, Innenstadt
halbamtliche Bezeichnung für den Platz zwischen Frankfurter Hof und Commerzbank Tower. Den Brunnen stiftete 1876 der Bankier Raphael von Erlanger. Streng genommen aber Teil der Kaiserstraße, die um diesen Brunnen einen Bogen macht,
Kaiserstraße, Bahnhofsviertel und Innenstadt (1947–1955 Friedrich-Ebert-Straße)
Benannt nach dem Deutschen Kaiser, damals Wilhelm I.
Einkaufsstraße und Boulevard,
Kaiser-Sigmund-Straße, Dornbusch
Sigismund von Luxemburg (1368–1437) aus dem Geschlecht der Luxemburger, deutscher König ab 1410, Deutscher Kaiser von 1433 bis 1437.
Kalbächer Gasse, Innenstadt
Frankfurtern bestens bekannt unter der halbamtlichen Bezeichnung Freßgass, weil dort die Delikatessenläden angesiedelt waren und teilweise auch noch sind. Aber ursprünglich benannt nach den Zuwanderern aus Kalbach, heute Stadtteil von Frankfurt.
Kalkentalstraße, Rödelheim
Flurname Am Kalkental. Es wird vermutet, dass es sich bei „Kalk“ um die Mauerreste römischer Gebäude handelt.
Kallestraße, Westend-Nord
Dr. Wilhelm Kalle (1870–1954), Chemiker, Industrieller und Politiker. Nach seinen Promotionen Eintritt in die von seinem Vater Wilhelm Kalle sr. in Wiesbaden-Biebrich gegründete Chemische Fabrik Kalle, die sogenannte Rotfabrik. Unter Wilhelm Kalle jr. wurde die Firma später Teil des weltgrößten Chemiekonzerns I.G. Farben mit Sitz in Frankfurt, dessen Verwaltungsrat er angehörte. Als Mitglied der liberalen Deutschen Volkspartei wurde Wilhelm Kalle in den Preußischen Landtag und den Reichstag gewählt. Während des Zweiten Weltkriegs verriet der Industrielle Zyklon-B-Entwicklungen innerhalb der I.G. Farben über Erwin Respondek an die USA. Kalle wurde daher im I.G.-Farben-Prozess nicht angeklagt. Benachbart sind weitere Straßen nach Führungskräften der I.G. Farben bzw. ihrer Vorgängerfirmen benannt; sie entstanden alle 1928 parallel zum Bau des I. G.-Farben-Hauses. Vorher befand sich auf dem Gelände dieser Wohnstraßen die Hundswiese. Sie diente zum Spazierengehen, für Versammlungen und als Fußballfeld für die Vorgängervereine der Eintracht.
Kalmitstraße, Niederrad
Die Kalmit, mit 673 m die höchste Erhebung des Pfälzerwaldes in der Nähe von Neustadt an der Weinstraße
Kaltmühle, Niederursel und Kaltmühlstraße, Heddernheim
Ehe das zwischenzeitlich stillgelegte Heddernheimer Kupferwerk in den Besitz der Gebr. Hesse gelangte, hieß es Kupferhammer Kaltmühle. Siehe Hessestraße
Kamelienstraße, Unterliederbach
Die Kamelien, eine in Ostasien beheimatete Pflanzengattung, sehr beliebt als Zierpflanze.
Kameruner Rosengärtchen, Gallus
Kamerun, Spitzname des Stadtteils Gallus
Kandelstraße, Niederrad
Der Kandel ist mit 1241 m die höchste Erhebung im Mittleren Schwarzwald.
Kannengießergasse, Altstadt
In diesem vom Domplatz zur Fahrgasse führenden Sträßchen arbeiteten Zinngießer, die Gefäße herstellten.
Kantapfelstraße, Preungesheim
Straße im sog. Apfelviertel am Frankfurter Bogen. Der Danziger Kantapfel oder Rote Kantapfel wurde gerne in Streuobstgärten angepflanzt, die sich aber immer mehr auf dem Rückzug befinden.
Kantstraße, Nordend
Immanuel Kant (1724–1804), aus Königsberg gebürtig, gilt als einer der bedeutendsten Philosophen.
Kapersburgstraße, Nieder-Erlenbach
Von der Kapersburg, einem ehemaligen Kastell am Limes, 6 km nordöstlich der Saalburg, sind noch Grundmauern erkennbar. Im Jahr 2005 wurde das Gelände einer grundlegenden Renovierung unterzogen und in einen kleinen Park umgewandelt.
Kapitän-Lehmann-Straße, Flughafen
Ernst August Lehmann (1886–1937) war Luftschiffkapitän und kam beim Brand der in Frankfurt stationierten Hindenburg ums Leben.
Kappusstraße, Sossenheim
Kappus, mundartliche Bezeichnung für den früher viel angebauten Kopfkohl, lat. Bezeichnung Brassica oleracea L.
Karbener Straße, Bornheim
Karben, Stadt an der Nidda, im Wetteraukreis
Karl-Albert-Straße, Bornheim
Kurfürst Karl Albert von Bayern (1697–1745) aus dem Geschlecht der Wittelsbacher wurde 1742 als Karl VII. zum römisch-deutschen Kaiser gewählt. Die Habsburger akzeptierten diese Wahl nicht und besetzten München. Karl VII nahm daher bis 1744 Quartier in Frankfurt. Als er 1745 starb, war der Weg endgültig frei für den Habsburger Franz I. Stephan als römisch-deutscher Kaiser, verheiratet mit Maria Theresia, Erzherzogin von Österreich.
Karl-Bieber-Höhe, Nieder-Eschbach
Karl Bieber (1877–1927), Landwirt und Luftschifffahrtshauptmann unter Graf Zeppelin, entdeckte die Eschbacher „Sprudel“-Wasserquelle.
Karl-Blum-Allee, Höchst (abgetrenntes nördliches Teilstück der „Konrad-Glatt-Straße“)
Karl Blum (1899–1983), Stadtrat und Dezernent für die westlichen Stadtteile.
Karl-Flesch-Straße, Bornheim (1935–1945 Marienbader Straße)
Dr. Karl Flesch (1853–1915), Jurist, ab 1883 Dezernent des Waisen- und Armenamtes und somit hauptamtlicher Stadtrat. Er modernisierte das Fürsorgewesen, richtete Kindergärten und -horte ein, wirkte bei der Gründung der AG für kleine Wohnungen mit. Ab 1906 Frankfurter Abgeordneter im preußischen Parlament.
- Mariánské Lázně (deutsch Marienbad) ist eine Kurstadt in Böhmen/Tschechien.

Karl-Gerold-Platz, Sachsenhausen-Nord
Karl Gerold (1906–1973), Publizist und Herausgeber der Frankfurter Rundschau. Am Karl-Gerold-Platz 1 hatte die Zeitung im Februar 2009 ihre neuen Redaktionsräume im ehemaligen Sachsenhäuser Depot bezogen. Seit Ende 2013 befinden sich die Redaktionsräume in der Mainzer Landstraße 205.
Karl-Heinrich-Ulrichs-Platz, Altstadt
Karl Heinrich Ulrichs (1825–1895),
Karl-Kautsky-Weg, Niederursel
Karl Johann Kautsky (1854–1938), führender Theoretiker der deutschen und internationalen Sozialdemokratie (SPD).
Karl-Klee-Weg, Praunheim
Karl Klee (1879–1967), Betriebsrat, Verfolgter des NS-Regimes, Träger der Ehrenplakette der Stadt Frankfurt am Main.
Karl-König-Weg, Unterliederbach
Dr. Karl König (1836–1885), erster Technischer Direktor der Farbwerke Hoechst
Karl-Kotzenberg-Straße, Ginnheim
der Namensgeber Karl Kotzenberg (1866–1940) war Frankfurter Kaufmann und Mäzen, 1919 Mitinitiator und erster Präsident der „Frankfurter Gesellschaft für Handel, Industrie und Wissenschaft“. Maßgeblich ihm verdankt Frankfurt letztlich seine heutige Bedeutung im Luftverkehr.
Karl-Lachmann-Straße, Eckenheim
Karl Lachmann (1793–1851), Alt-Philologe und Germanist. Eng befreundet mit Jacob und Wilhelm Grimm. Veröffentlichte textkritische Ausgaben zum Nibelungenlied, zur Ilias und anderen klassischen Werken.
Karl-Marx-Straße, Riederwald (1933–1945 Brombergstraße)
Auch der bärtige Philosoph von der Mosel (1818–1883) ist im Frankfurter Stadtplan vertreten. In der Arbeitersiedlung Riederwald, die bis heute die höchsten sozialdemokratischen Wahlergebnisse in ganz Frankfurt erzielt, gibt es viele weitere nach Helden der Arbeiterbewegung benannte Straßen.
- Bydgoszcz (deutsch Bromberg) ist neben Thorn eine der beiden Hauptstädte der Woiwodschaft Kujawien-Pommern in Polen.

Karl-Perott-Platz, Heddernheim
Karl Perott (1890–1971). Heddernheimer Karnevalist und Ehrenvorsitzender des Karnevalvereins, Gründer und Ehrenvorsitzender der dortigen Kolpingsfamilie und einer lokalen Filmgruppe. Sein Name werde immer wieder mit e am Ende geschrieben, eingetragen aber sei er ohne dieses e, sagte seine Tochter der „Frankfurter Neuen Presse“ (Ausg. 22. Dezember 2001). Diese Schreibweise wurde schließlich auch offiziell für die Benennung des Heddernheimer Dorfplatzes genutzt.
Karl-Pfeuffer-Straße, Bergen-Enkheim
Karl Pfeuffer (1880–1968), Kranführer und ab 1929 Kommunalpolitiker in der damals noch selbständigen Gemeinde und späteren Stadt Bergen-Enkheim.
Karl-Ritscher-Anlage, Kalbach-Riedberg
Karl Ritscher (1896–1971), Gründer der Moorburger Trecker Werke bei Hamburg, Produzent von Zugmaschinen.
Karlsbader Straße, Sachsenhausen
Karlsbad (tschechisch: Karlovy Vary), Stadt im Nordwesten Tschechiens. Karlsbad gehört zu den berühmtesten und traditionsreichsten Kurorten der Welt. Leckermäuler schätzen auch die Karlsbader Oblaten.
Karl-Scheele-Straße, Westend
Carl Wilhelm Scheele (1742–1786), Chemiker, gebürtig im damals schwedischen Stralsund. Er entdeckte viele chemische Verbindungen und Elemente, so den Sauerstoff. - Benachbart sind weitere Straßen nach bedeutenden Chemikern benannt, insbesondere Führungskräften der I.G. Farben bzw. ihrer Vorgängerfirmen; sie entstanden alle 1928 parallel zum Bau des I. G.-Farben-Hauses. Vorher befand sich auf dem Gelände dieser Wohnstraßen die Hundswiese. Sie diente zum Spazierengehen, für Versammlungen und als Fußballfeld für die Vorgängervereine der Eintracht.
Karl-Schüler-Weg, Unterliederbach
Dr. Karl Schüler (1816–1882), Beigeordneter der ehemals selbständigen Stadt Höchst.
Karl-Schwarzschild-Platz, Bockenheim
Karl Schwarzschild (1873–1916) war ein deutscher Astronom und Physiker. Er gilt als einer der Wegbereiter der modernen Astrophysik. Ersteller der Schwarzschild-Metrik.
Karlsruher Straße, Gutleutviertel
Karlsruhe, bis 1918 badische Residenzstadt, heute u. a. Sitz des Bundesverfassungsgerichtes.
Karl-Stieler-Straße, Dornbusch
Dr. Karl Stieler (1842–1885), aus München stammender Jurist und Schriftsteller.
Karlstraße, Bahnhofsviertel
Nach Kaiser Karl dem Großen (747–814), dem (der Sage nach) Stadtgründer Frankfurts.
Karl-von-Drais-Straße, Eckenheim
Karl Drais ursprünglich Karl Friedrich Christian Ludwig Freiherr Drais von Sauerbronn (1785–1851), deutscher Forstmann und Erfinder, vor allem der Draisine, dem Vorläufer des Fahrrads. Seinen Adelstitel legte er nach der badischen Revolution, in deren Gefolge er enteignet wurde, als überzeugter Demokrat ab.
Karl-Wessendorft-Straße, Bergen-Enkheim
Karl Wessendorft (1889–1978), evangelischer Pfarrer in Bergen von 1923 bis zu seinem Tod, später auch Dekan. Mitglied der „Bekennenden Kirche“ im Dritten Reich.
Karmelitergasse, Altstadt
Nach dem dortigen, ehemaligen Karmeliterkloster.
Karoline-Veith-Straße, Bockenheim
Karoline Veith (1882–1949), NS-Opfer, Zeugin Jehovas
Kasinostraße, Höchst
nach dem dort gelegenen ehemaligen „Hotel Kasino“.
Kasseler Straße, Bockenheim
Kassel, ehemalige Residenzstadt der Kurfürsten von Hessen, die in einigen der heutigen Stadtteile von Frankfurt die Herrschaft übernahmen, als das Geschlecht der Grafen von Hanau ausgestorben war. Die Redewendung „Ab nach Kassel“ kam auf, als der dortige Fürst seine Landsleute als Söldner an die britische Krone verkaufte. Heute kann sich Kassel seiner Documenta rühmen.
Kastellstraße, Heddernheim
Das römische Militärkastell Nida wurde bereits 83 nach Christus errichtet und war doppelt so groß wie die Saalburg. Erst später kamen auch zivile Siedlungen dazu.
Kätcheslachpark und Kätcheslachweg, Kalbach-Riedberg
Der Kätcheslach, ein sich zeitweise bildender Bach, der in den Park integriert wird und in die Nidda mündet.
Katharina-Petri-Straße, Sossenheim
Katharina Petri (1896–1983) war Hebamme in Sossenheim.
Katharina-Staritz-Straße, Kalbach-Riedberg
Katharina Staritz (1903–1953), evangelische Theologin, gebürtig in Breslau, kam wegen ihres Eintretens für Juden 1942 in das KZ Ravensbrück. Nach 1945 wirkte sie als Pastorin in Kurhessen-Waldeck und Frankfurt.
Katharinenpforte, Innenstadt
Stadttor in der Frankfurter Stadtmauer, erhielt seinen Namen nach dem nahe gelegenen Katharinenkloster.
Katherine-Stinson-Weg, Flughafen
Katherine Stinson (1891–1977) US-amerikanische Kunstfliegerin, gebürtig aus Alabama, flog als erste Frau einen Looping, besaß eine Flugschule.
Käthchen-Paulus-Straße, Bockenheim
Nach der Flugpionierin Käthe Paulus (1868–1935) aus Zellhausen bei Seligenstadt. Die Straße befindet sich auf dem Gelände des ehemaligen Flughafens am Rebstock.
Käthe-Kruse-Straße, Kalbach
Käthe Kruse (1883–1968), eine der weltweit bekanntesten Puppenmacherinnen. Ihre Puppen sind heute beliebte Sammlerstücke, die zu exorbitanten Preisen gehandelt werden. Sie war verheiratet mit dem Berliner Bildhauer und Bühnenbildner Carl Max Kruse (1854–1942).
Kattowitzer Straße, Griesheim
Kattowitz, polnisch Katowice, ist eine Industriestadt in Oberschlesien und Mittelpunkt des größten polnischen Ballungsgebiets.
Katzenpforte, Innenstadt
Die Pforte in der Frankfurter Stadtmauer erhielt den Namen nach einem dort postierten, „Katze“ genannten Wurfgeschütz.
Kauber Weg, Schwanheim
Kaub, Stadt am Rhein, gehört zur Verbandsgemeinde Loreley im Rhein-Lahn-Kreis. Berühmt geworden durch den Feldmarschall Blücher, der dort im Dezember 1813 den Rhein überquerte und Napoleon letztlich zur Kapitulation zwang. Damit war die Rückgabe der von Frankreich annektierten linksrheinischen Gebiete von Speyer bis Köln an Deutschland eingeläutet. 1919 bis 1923 gehörte die Gemeinde zum Freistaat Flaschenhals.
Kaufunger Straße, Bockenheim
Kaufungen, Gemeinde im Landkreis Kassel
Kaulbachstraße, Sachsenhausen
Eine ganze Malerfamilie verbirgt sich hinter dem Namen Kaulbach. Der berühmteste Vertreter ist ihr Stammvater Wilhelm von Kaulbach (1805–1874), der die Ausgabe des Reineke Fuchs von Johann Wolfgang von Goethe illustrierte und zum Hofmaler Ludwigs I. avancierte.

## Ke
Kegelbahn, Zeilsheim
angeblich so plan wie eine Kegelbahn, daher der Flurname
Kehreinstraße, Nied
Joseph Kehrein, nassauischer Sprachwissenschaftler. Nied gehörte von 1803 bis 1866 mit einer kurzen Unterbrechung zu Nassau. Bis zur Eingemeindung des Dorfes nach Frankfurt im Jahr 1928 hieß die Straße Feldstraße.
Kelkheimer Straße, Gallus
Kelkheim (Taunus), Stadt im Main-Taunus-Kreis
Kellerskopfweg, Zeilsheim
Kellerskopf, 474 m hohe Erhebung westlich von Wiesbaden-Naurod
Kelsterbacher Straße, Niederrad und Kelsterbacher Weg, Schwanheim
Kelsterbach, direkt an den Frankfurter Flughafen angrenzende Stadt im Kreis Groß-Gerau
Keltenstraße, Harheim
die Kelten, lange vor den Römern und Germanen nicht nur in unserem Gebiet ansässiges Volk mit hoher Kultur, wie der Keltenfürst vom Glauberg beweist. Auch im Harheimer Gebiet konnten Funde geborgen werden, die eine Besiedelung durch Kelten beweisen.
Kennedyallee (ehemals Forsthausstraße, davor Fußweg), Sachsenhausen
An John F. Kennedy (1917–1963), ermordeter US-Präsident, erinnert in Frankfurt eine wichtige Ausfallstraße in Richtung Flughafen. Kennedy hatte bei seinem Deutschlandbesuch 1963 am 24. Juni eine Rede in der Paulskirche gehalten und sich am 25. Juni in das Goldene Buch der Stadt Frankfurt eingetragen.
Keplerstraße, Nordend
Johannes Kepler (1571–1630), deutscher Naturphilosoph, Mathematiker, Astronom, Astrologe und Optiker.
Kesselstädter Straße, Ostend
Kesselstadt, Stadtteil von Hanau. Aus einem römischen Kastell (Kastell Kesselstadt) hervorgegangen, worauf bereits der Ortsname hinweist.
Keßlerstraße, Eschersheim
Die Frankfurter Bankiersfamilie Keßler trat unentgeltlich Gelände für die Bahnverbindung von Eschersheim nach Frankfurt ab.
Kettelerallee, Bornheim (1936–1945 Nußbergstraße)
Wilhelm Emmanuel von Ketteler (1811–1877), katholischer Bischof von Mainz und deutscher Politiker (Zentrumspartei). 1848 Abgeordneter zur Frankfurter Nationalversammlung. Er gilt als Mitbegründer der Katholischen Soziallehre und wird gelegentlich „Arbeiterbischof“ genannt.
Kettenhofweg, Westend
Ursprünglich nach ihrem Besitzer Jakob Köt als „Kötenöde“ oder „Kötenhöfe“ bezeichnete Wehrhöfe, die durch Mauern und Wassergraben geschützt waren. Daraus entstanden nach und nach die Bezeichnungen „Großer Kettenhof“ und „Kleiner Kettenhof“. Ende des 19. Jahrhunderts abgerissen.

## Ki
Kilianstädter Straße, Fechenheim
Kilianstädten, Ortsteil von Schöneck im Main-Kinzig-Kreis
Kinkelstraße, Ostend
Gottfried Kinkel (1815–1882), deutscher Theologe, Schriftsteller, Kunsthistoriker und bekannter Politiker der republikanisch-revolutionären Bewegung von 1848/1849
Kinzigstraße, Oberrad
Die Kinzig ist ein 82 km langer Nebenfluss des Mains, in den sie bei Hanau mündet.
Kirchhainer Straße, Eschersheim
Kirchhain, Stadt im Landkreis Marburg-Biedenkopf
Kirchgasse, Bergen-Enkheim, Seckbach
bezieht sich auf die nahe gelegene ehemalige Bergkirche St. Elisabeth, die im aufgelassenen Ort Kirchberg Pfarrkirche für Bergen, Enkheim, Fechenheim und Seckbach war; Sie lag etwa in Höhe der Buchhändlerschule; ab 1757 wurde sie abgetragen.
Kirchnerstraße, Innenstadt
Anton Kirchner (1779–1834), evangelischer Pfarrer in der Frankfurter Paulskirche und Konsistorialrat, erforschte die Geschichte dieser Stadt und veröffentlichte zwei Werke darüber, die sogar Goethe imponierten.
Kirschenallee, Riederwald
teilt das Waldgebiet des Riederwalds; führt von der Motzstraße zur Ecke Am Riederbruch / Riederspießstraße; nicht für den allgemeinen Autoverkehr freigegeben; Als Kirschen Allee nach dem Walde ist der Flurname 1794 erstmals belegt, und zwar in dem im Stadtarchiv Frankfurt aufbewahrten Meß- und Lagerbuch über das Hospitalgelände bei den Rieder Höfen; das Heiliggeistspital war damals auch Eigentümerin der beiden Riederhöfe an der Hanauer Landstraße.
Klapperfeldstraße, Innenstadt
Als Lepra noch nicht heilbar war, wurden die daran Erkrankten in ein Aussätzigenheim gesteckt. Wer dort keinen Platz fand, war gezwungen, sich auf der „Klapperfeld“ genannten grünen Wiese aufzuhalten und betteln zu gehen. Sie trugen dann Masken vor ihren Gesichtern und Stangen mit Körben, in die Gaben gelegt werden konnten. Mit Klappern machten sie sich bemerkbar. Durch die erzwungene Distanz wurde die Gefahr der Infektion reduziert.
Klappergasse, Sachsenhausen
siehe vorstehend. In dieser Gasse soll es ein Aussätzigenheim gegeben haben. Betteln durften die Kranken beim Bettelbrunnen an der heutigen Darmstädter Landstraße. Aussätzige galten als „furchtbare Plage für die Anwohner“. Heute ist die Klappergass durch ein Lied romantisch populär geworden.
Klarastraße, Eschersheim
Das Gelände, auf dem diese Straße verläuft, gehörte einst Klara von Brüning, der Ehefrau des Generaldirektors der Farbwerke Hoechst, Adolf von Brüning.
Klauerstraße, Eschersheim
Johannes Klauer stammte aus einer alteingesessenen Eschersheimer Familie und war 1791 Schultheiß seiner Heimatgemeinde.
Klaus-Groth-Straße, Dornbusch
Klaus Groth (1819–1899), plattdeutscher Dichter und Lyriker; Die Straße liegt im sogenannten Dichterviertel an der Eschersheimer Landstraße.
Klaus-Mann-Platz, Innenstadt
Klaus Mann (1906–1949), deutscher Schriftsteller (Romane, Erzählungen, Dramen, Essays)
Kleebergstraße, Nordend
Die Patrizierfamilie Fleischbein wurde 1608 bzw. 1629 geadelt und durfte sich seit 1665 Fleischbein von Kleeberg nennen. Mehrere Vertreter dieses 1828 in Frankfurt ausgestorbenen Geschlechts sind im Rat bzw. als Bürgermeister in Frankfurt hervorgetreten.
Kleemannstraße, Rödelheim
nach dem Namen des ehemaligen Grundstückseigentümers Kleemann
Kleestraße, Fechenheim
nach einem um 1773 erwähnten Zentgrafen Klee
Klein…, Kleine …
meist banale Namenszusätze
Kleine Bockgasse, Altstadt
Dieses winzige Gässchen führte von der Bockgasse zur Kornblumengasse. Alle drei Gassen wurden nach den schweren Luftangriffen 1944 nicht wieder angelegt, heute steht hier die Kleinmarkthalle.
Kleine Nelkenstraße, Hausen
Straße im zentralen Hausen, wo Blumen zum Verkauf angebaut wurden
Kleine Spillingsgasse, Bornheim
(Erläuterung unter Große Spillingsgasse)
Kleingartenweg, Nordend-Ost
Verbindungsweg zwischen Dortelweiler Straße und Schlinkenweg
Kleinschmidtstraße, Eschersheim
Der Kohlengroßhändler und Reeder Gottfried Kleinschmidt (1860–1931) wohnte in dieser Straße, nach der Eingemeindung war er Stadtverordneter für Eschersheim und Ginnheim. Er stiftete den am Weißen Stein stehenden Kriegerbrunnen.
Kleiststraße, Nordend
nach Heinrich von Kleist (1777–1811), dem preußischen Dramatiker, Erzähler, Lyriker und Publizisten
Klemensstraße, Bockenheim
Klemens Reifert (1807–1878), Unternehmer und langjähriger Bürgerausschuss-Vorsteher im damals noch selbständigen Bockenheim
Klemmenweg (alt)
heißt heute Seckbacher Klemmenweg
Klettenbergstraße, Nordend
Susanne von Klettenberg (1723–1774) war eine langjährige Freundin von Goethes Mutter, Goethe setzte ihr in Wilhelm Meisters Lehrjahre ein literarisches Denkmal.
Kleyerstraße, Gallus
Der Unternehmer Heinrich Kleyer (1853–1932) gründete 1889 an der damaligen Höchster Straße die Adlerwerke, heute finden sich hier Teile der DB-Verwaltung sowie das Unternehmen IESY (hessischer Kabeldienstanbieter).
Klimsch-Anlage, Dornbusch
Frankfurter Künstlerfamilie, aus der seit 1812 Kupferstecher, Lithografen, Kunstmaler und Bildhauer hervorgingen
Klingenberger Straße, Sachsenhausen
Klingenberg am Main, Stadt im Landkreis Miltenberg, Bayern
Klingenweg, Seckbach
Die Klingen ist eine Quelle im Bereich des Lohrbergs.
Klingerstraße, Innenstadt
nach Friedrich Maximilian von Klinger (1752–1831), aus Frankfurt gebürtiger Dichter und Freund Goethes; Sein Drama Sturm und Drang wurde seinerzeit zu einem Synonym für Aufbruchstimmung und Aufklärung und gab einer ganzen Epoche ihren Namen.
Klitscherstraße, Nordend
Magister Friedrich Vertraugott Klitscher (1772–1809), erster Lehrer der Musterschule, verwirklichte dort die neuen Unterrichtsmethoden von Johann Heinrich Pestalozzi, allerdings dauerte seine Tätigkeit dort nur zwei Jahre.
Klüberstraße, Westend
Johann Ludwig Klüber (1762–1837) war Staatsrechtslehrer sowie preußischer Staatsrat und lebte lange in Frankfurt, er edierte u. a. die Acten des Wiener Kongreßes.

## Kn
Kneiselmühle, Unterliederbach
Das Areal an der 1709 am Nordrand Unterliederbachs errichteten, oberschlächtigen, einstigen Obermühle, wird noch heute Kneiselsmühle genannt nach ihrem letzten Müller im 19. Jahrhundert.
Kniebisstraße, Niederrad
Der Kniebis, 971 m hoher Berg im Nordschwarzwald, nahe Freudenstadt
Knorrstraße, Gallus
Georg Knorr (1859–1911), deutscher Ingenieur, Erfinder der Luftdruckbremse. Gründete 1905 die Knorr-Bremse AG.
Kobbachstraße, Eschersheim
1428 wurde die Eschersheimer Landwehr gebaut. Mit dem Wasser des Seegrabens wurde der Landwehrgraben gespeist, das dann über den so genannten Kobbach (Kuhbach?) in die Nidda abfloss.
Koblenzer Straße, Gallus
Koblenz, am Zusammenfluss (lat. Confluentes, daher der Name) von Mosel und Rhein gelegene Großstadt in Rheinland-Pfalz. Sie gilt als eine der ältesten Städte Deutschlands überhaupt.
Kochstraße, Oberrad
Anna Luise Koch stiftete 1913 ein Haus und Geld für die Betreuung alter Frauen.
Kohlbrandstraße, Bornheim
Herkunft ungewiss. Möglicherweise wurden von Köhlern dort Kohlenmeiler betrieben.
Kohlrauschweg, Bockenheim
Friedrich Wilhelm Kohlrausch (1840–1910), deutscher Physiker. 1864 Dozent des Physikalischen Vereins in Frankfurt. Edierte 1870 einen bis heute mehrfach aktualisierten „Leitfaden der praktischen Physik“ bekannt als „Der Kohlrausch“.
Kolbenbergstraße, Praunheim
Gemarkungsname. Über den Kolbenberg bis zur Kanonenstraße erstreckte sich der Praunheimer Gemeindewald mit etwa 99 ha, der nach der Eingemeindung 1910 nach und nach gefällt wurde.
Kolberger Weg, Zeilsheim
Kołobrzeg (deutsch Kolberg), pommersche Hafenstadt und Kurstadt an der Ostsee in der Woiwodschaft Westpommern.
Kollwitzstraße, Praunheim (1935–1945 Tangastraße)
Käthe Kollwitz (1867–1945), eine der bekanntesten deutschen Künstler und Bildhauer des 20. Jahrhunderts.
- Tanga, Stadt in Tansania, ehemals deutsche Kolonie Deutsch-Ostafrika

Kölner Straße, Gallus
In der Karnevalszeit erklingt dort „Kölle Alaaf“, in der übrigen Zeit herrscht der Kölner Klüngel. Daran erinnert unsereins Köln, Großstadt am Rhein.
Kolpingstraße, Nied (1939–1953 Straßenname aufgehoben)
Adolph Kolping (1813–1865), katholischer Priester und Begründer des Kolpingwerkes. 1991 vom Papst seliggesprochen.
Komturstraße, Niederrad
Der Komtur war bei den geistlichen Ritterorden der Inhaber einer Kommende. Der Deutsche Orden unterhielt eine Kommende in Sachsenhausen. Siehe Deutschherrnufer und Deutschordensstraße.
Königsberger Straße, Bockenheim
Königsberg, bis 1945 Hauptstadt Ostpreußens, danach von Sowjet-Russland annektiert und in Kaliningrad umbenannt
Königsbrunnenweg, Sachsenhausen
Dieser Weg führt vom Ziegelhüttenweg zum Königsbrunnen, einer alten Viehtränke im Stadtwald, der ja ehemals königlicher Forst war.
Königslacherstraße, Niederrad
nach einem Flurnamen: Diese Lache war eine mit Wasser angefüllte Bodensenke des Königsbachs.
Königsteiner Straße, Höchst und Unterliederbach
Königstein im Taunus, Stadt im Hochtaunuskreis.
Königswarterstraße, Ostend (zuvor: Grüner Weg, während der Nazidiktatur von 1936–1945 Quinckestraße)
Isaak Löw Königswarter (1818–1877) war jüdischer Bankier, Mäzen und 1875 Stifter des israelitischen Hospitals im Frankfurter Ostend.
- Grüner Weg: Herkunft unbekannt; dieser Name ist noch auf dem 1862 erschienenen Ravensteinplan (Bl. 6) erkennbar.
- Prof. Dr. Heinrich Irenaeus Quincke (1842–1922), Mediziner

Konrad-Adenauer-Straße, Innenstadt
An Konrad Adenauer (1876–1967), den ersten Bundeskanzler der Republik und den Mann, der maßgeblich dafür sorgte, dass 1949 Bonn und nicht das damals favorisierte Frankfurt Hauptstadt der Bundesrepublik Deutschland wurde, erinnert eine Straße im Nordosten der Innenstadt – die vielen als eine der hässlichsten der Stadt gilt.
Konrad-Broßwitz-Straße, Bockenheim
Konrad Broßwitz (1881–1945), Frankfurter Reichstagsabgeordneter, führender Frankfurter Sozialpolitiker. 1944 „Schutzhaft“, 1945 im KZ Dachau ermordet.
Konrad-Duden-Weg, Bonames
Konrad Duden (1829–1911), Gymnasiallehrer und Philologe. Von ihm stammt die Idee für das nach ihm benannte, erstmals 1880 heraus gegebene Rechtschreib-Wörterbuch der deutschen Sprache, den Duden.
Konrad-Glatt-Straße, Höchst
Konrad Glatt, Höchster Bürgermeister von 1874 bis 1880. Nördlicher Teil der Straße umbenannt in Karl-Blum-Allee.
Konrad-Hoenen-Weg, Preungesheim
Konrad Hoenen (1886–1976), langjähriger Bürgermeister des Kinderdorfes Wegscheide im Spessart bei Bad Orb.
Konrad-Meyer-Weg, Sossenheim
Heinrich Konrad Meyer (1873–1937), 1. Beigeordneter der damals noch selbständigen Gemeinde Sossenheim von 1918 bis 1925. SPD-Lokalpolitiker. Von 1937 bis 1948 Friedrich-Ludwig-Weg nach einem nationalsozialistischen Förderer des Kleingartenwesens.
Konrad-Zuse-Straße, Kalbach
Konrad Zuse (1910–1995), deutscher Bauingenieur, Erfinder des ersten funktionstüchtigen Computers und Unternehmer (Zuse KG).
Konstablerwache, Innenstadt
Konstabler, also Polizisten, taten in der früher hier befindlichen Wachstube Dienst, so banal ist der Name eines der wichtigsten Plätze der Innenstadt.
Konstantinstraße, Heddernheim
Kaiser Konstantin der Große eigentlich Flavius Valerius Constantinus (um 280–337), römischer Kaiser von 306 bis 337. Er erlaubte als erster Kaiser den Christen, ihren zuvor verfolgten Glauben öffentlich auszuüben. Er berief das Konzil von Nicäa ein und verlegte den Regierungssitz von Rom nach Konstantinopel, heute Istanbul.
Konstanzer Straße, Fechenheim
Konstanz, Stadt am Bodensee, direkt an der Grenze zur Schweiz, die einst einen Antrag der Stadt auf Aufnahme in die Eidgenossenschaft ablehnte. Konstanz war im Zweiten Weltkrieg die einzige deutsche Stadt ohne Verdunkelung.
Kopernikusstraße, Höchst
Nikolaus Kopernikus (1473–1543) einer der bedeutendsten europäischen Astronomen. Außerdem war er Astrologe, Mathematiker, Arzt, Domherr und Administrator. Umstritten ist, ob er polnischer oder deutscher Nationalität war.
Köpperner Straße, Bonames
Benannt nach Köppern, einem Stadtteil von Friedrichsdorf im Hochtaunuskreis.
Körberstraße, Eschersheim
Johann Ludwig Körber (1843–1913), vorletzter Bürgermeister von Eschersheim (1891–1905) vor dessen Eingemeindung nach Frankfurt.
Korffstraße, Harheim
Das Korffsche Gut, zuvor Dinghof (d. h. Haupthof und Gerichtsstelle eines grundherrlichen Bezirks) der Herren von Falkenstein, wurde 1837 von der Gemeinde Harheim gekauft und bis 1960 als Schule benutzt. Korff war vermutlich der Familienname des zeitweiligen Eigentümers.
Kornblumengasse, Altstadt
Die 1944 vernichtete Gasse im Bereich der heutigen Kleinmarkthalle führte zur Schnurgasse (heute: Berliner Straße) und war über die Kleine Bockgasse mit der westlich parallel verlaufenden Bockgasse verbunden. Die Kornblume (Centaurea cyanus) ist eine kräftlig blau leuchtende Feldblume.
Körnerstraße, Westend
Carl Theodor Körner (1791–1813), deutscher Schriftsteller und Kämpfer in den Befreiungskriegen. Die meisten seiner Werke sind heute nur noch den Germanisten bekannt.
Kornmarkt, Altstadt
Seit dem frühen 13. Jahrhundert verbindet die westliche der drei Nord-Süd-Straßen der Altstadt das Leonhardstor am Mainkai mit der Katharinenpforte.
Koselstraße, Nordend
Ludwig Kosel (1802–1847) gründete 1827 die Taubstummen-Anstalt, die er selbst leitete.
Kostheimer Straße, Gallus
Mainz-Kostheim, seit 1945 Stadtteil von Wiesbaden, würde liebend gerne wieder zu Mainz zurück gegliedert werden.

## Kr

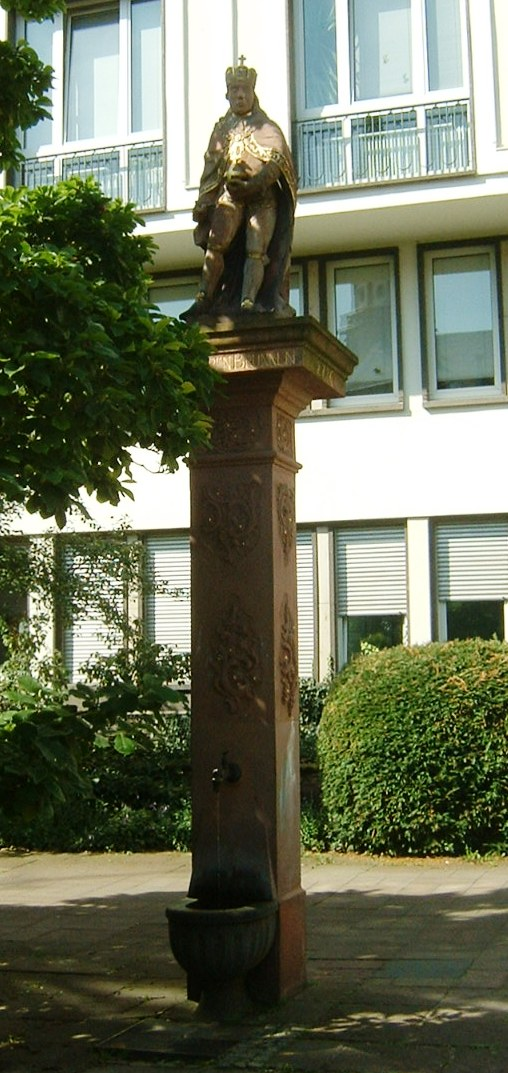
Schöppenbrunnen

Kracauerstraße, Praunheim
Benannt sowohl nach Isidor Kracauer (1852–1923), Professor am Philanthropin (Frankfurt am Main) und Historiograf der Frankfurter Juden, als auch dessen Neffen Siegfried Kracauer (1889–1966), deutscher Journalist (Frankfurter Zeitung), Publizist, Soziologe und Filmwissenschaftler, Begründer der Filmsoziologie. Wurde 1933 wegen seiner jüdischen Abstammung entlassen und ging letztlich ins Exil in die USA.
Krälingweg, Berkersheim
Nach einer Flurbezeichnung, deren Ursprung unbekannt ist.
Kranengasse, Höchst
Das Sträßchen in der Höchster Neustadt führt zum alten Höchster Hafen in der Niddamündung und dem heute dort noch stehenden Verladekran aus dem 18. Jahrhundert.
Kranentrank, Zeilsheim
Flurname. Trank lässt auf eine Viehtränke schließen, Kran könnte von Kranich, aber auch vom Wacholder abgeleitet sein, der früher auch Kranichholz bezeichnet wurde. Mit anderen Worten, nichts Gewisses weiß man hier nicht.
Kranichsteiner Straße, Sachsenhausen
Kranichstein, Stadtteil von Darmstadt. Bekannt sind dort das Jagdschloss Kranichstein, eines der wenigen erhaltenen barocken Jägerhöfe Deutschlands, und das Eisenbahnmuseum Darmstadt-Kranichstein, das größte Eisenbahnmuseum in Hessen.
Kransberger Weg, Praunheim
Kransberg, Stadtteil von Usingen im Hochtaunuskreis
Krautmarkt, Altstadt
Auf diesem kleinen Marktplätzchen direkt südlich des Domturms (zwischen Weckmarkt und Höllgasse) wurde mit Gemüse gehandelt. Außerdem stand hier der Schöppenbrunnen (Schöppe=Schöffe), denn hier wurde unter freiem Himmel Gericht abgehalten.
Kreutzerstraße, Nordend
Conradin Kreutzer (1780–1849), deutscher Musiker, Dirigent und Komponist. Vertreter der Frühromantik und des musikalischen Biedermeier. Sein bekanntestes Werk ist Das Nachtlager in Granada
Kreuzbergstraße, Bergen-Enkheim
Kreuzberg, 928 m hoher Berg in der Rhön.
Kreuzerhohl, Niederursel
Nach einer dort zum Gedenken an den Hl. Bonifatius erbauten Kreuzerkapelle („ad crucem“), später Kirche für Kalbach, Weißkirchen und Niederursel.
Kreuznacher Straße, Bockenheim
Bad Kreuznach, Kurstadt in Rheinland-Pfalz.
Kreuzweg, Seckbach
Etwa 150 Meter nördlich der Einmündung in die Nußgartenstraße befand sich früher ein bis in 17 Meter Tiefe reichendes Braunkohle-Bergwerk der Taunus-Gewerkschaft, wie eine Karte von 1926 ausweist. Die heute nicht mehr exakt zu bestimmende Schachtmündung lag auf 150 Metern über NN.
Kriegkstraße, Gallus
Georg Ludwig Kriegk (1805–1878), Geschichtsforscher, ab 1848 Gymnasialprofessor, ab 1863 städtischer Archivar.
Krifteler Straße, Gallus
Kriftel, Gemeinde im Main-Taunus-Kreis.
Krögerstraße, Innenstadt
Philipp Franz Christian Kröger (1787–1854), Juwelier, vermachte den größten Teil seines Vermögens der Pfründner-Stiftung zur Versorgung alter Leute.
Kronberger Straße, Westend
Kronberg im Taunus, Stadt im Hochtaunuskreis. 1389 besiegten die Ritter von Kronberg, zusammen mit ihren Verbündeten, in der „Kronberger Fehde“ ein Heer der Freien und Reichsstadt Frankfurt.
Kronengasse, Höchst
Der in Stadtplänen von 1898 bereits bestehende Name geht möglicherweise auf ein „Gasthaus zur Krone“ zurück. 1864 hieß die Straße noch Enggäßchen (im Südteil) bzw. Zanggasse (im Nordteil)
Kronthaler Straße, Gallus
Kronthal, südlich der Kernstadt von Kronberg im Taunus gelegene Gemarkung mit Mineralquellen.
Kruggasse, Altstadt
Eine der wenigen noch bestehenden Straßen der ehemaligen Altstadt. Früher lief sie allerdings (über das Grundstück des heutigen Technischen Rathauses) weiter bis zum Markt. In dieser Gasse befand sich das Färbehaus der Wollweber, das „Krughaus“. „Krug“ hieß der Kessel, in dem man die Wolle färbte.
Krummauer Straße, Bergen-Enkheim
Český Krumlov, deutscher Name „Böhmisch Krummau“, ist eine Stadt in Tschechien, an der Grenze zu Oberösterreich. Ihre Altstadt ist seit 1992 UNESCO-Welterbe.
Krümmling, Sindlingen
Ehemaliges Waldgebiet, in dem krumm gewachsene Bäume standen, die man meist für Zäune verwendete. Man nannte diese Waldstücke auch Krümmlingsheck.
Kruppstraße, Seckbach
Alfred Krupp (1812–1887), Industrieller und Erfinder. Er baute die von seinem Vater Friedrich Krupp gegründete Krupp’sche Gussstahlfabrik, die heute in der ThyssenKrupp AG aufgegangen ist, zum damals größten Industrieunternehmens Europas aus.

## Ku
Kühhornshofweg, Dornbusch
1323 wird dieser fränkische Gutshof erstmals urkundlich erwähnt, als er in Erbpacht an Jakob Knoblauch ging. Im 16. Jahrhundert erwarb den „Knoblauchshof“ ein Bernhard Kuhorn, der den Hof, nunmehr Kühhornshof genannt, später an eine Familie Bromm vererbte. 1660 erwarb den Hof Heinrich von Bertram, so dass er von da an Bertramshof genannt wurde. Er war ein Wehrhof, von einem Schutzweiher umschlossen. Siehe auch Bertramstraße und Am Steinernen Stock.
Kuhwaldstraße, Bockenheim
In dem dort bis 1817 gelegenen Waldstück konnte das Vieh Schutz finden vor Hitze und Unwetter.
Kullmannstraße, Preungesheim
alteingesessene Preungesheimer Familie.
Kupferhammer, Heddernheim (Neubaugebiet Riedwiese)
Der Name erinnert an die Wurzeln der bis in die 1980er Jahre an gleicher Stelle existierenden Werksanlagen der Vereinigten Deutschen Metallwerke (VDM), die hervorgingen aus der Firma Heddernheimer Kupferwerke vormals F. A. Hesse Söhne AG, die ihrerseits entstanden war aus einem 1853 am Urselbach errichteten Kupferhammer.
Kurfürstenplatz und Kurfürstenstraße, Bockenheim
Die ehemalige Stadt Bockenheim gehörte bis 1866 zum Kurfürstentum Hessen, dessen Monarchen bis heute ein Stadtplatz ehrt.
Kurhessenstraße, Ginnheim und Eschersheim
Eschersheim gehörte bis 1866 zu Kurhessen.
Kurmainzer Straße, Höchst und Sossenheim
Die frühere Stadt Höchst wurde im 8. Jahrhundert vom Erzbischof von Mainz, einem der Kurfürsten des Reichs, als Tochterstadt gegründet. An die früheren Landesherren erinnert diese Straße.
Kurmarkstraße, Nieder-Erlenbach
Kurmark, ehemaliger Hauptteil der Mark Brandenburg. 1417 erhielten die Hohenzollern formell von Kaiser Sigmund die Kurmark als Lehen übertragen.
Kurt-Blaum-Straße, Nied
Kurt Blaum (1884–1970), CDU-Politiker, war kurz nach dem Zweiten Weltkrieg für knapp ein Jahr Oberbürgermeister von Frankfurt.
Kurt-Halbritter-Anlage, Rödelheim
Kurt Halbritter (1924–1978), satirischer Zeichner und Karikaturist, lebte lange in Rödelheim, schuf u. a. das Phantasietier des Barfüßers. Der Bildhauer Siegfried Böttcher formte nach dieser Vorlage eine Bronzefigur, die von der Stadt Frankfurt im Mittelpunkt der Anlage aufgestellt wurde. Der Barfüßer blickt dabei auf die Nidda und die Mühlbachmündung.
Kurt-Schumacher-Straße, Altstadt/Innenstadt
Die Straße entstand erst nach dem Zweiten Weltkrieg als Verkehrsschneise im Sinne autogerechter Stadtplanung und erhielt den Namen des damaligen SPD-Vorsitzenden Kurt Schumacher (1895–1952). Die Fortsetzung nördlich der Zeil heißt übrigens, parteipolitisch gerecht, Konrad-Adenauer-Straße.
Kurzröderstraße, Eckenheim
Flurname. Röder ist die Mehrzahl von rod und bedeutet durch Rodung gewonnenes Land. Orte auf -rod entstanden im 11. bis zum 14. Jahrhundert.